# Tremembé (distrito de São Paulo)
Tremembé que em tupi (Tirime'mbé "Tere-membé") significa alagadiço é um distrito do município de São Paulo. A população estimada em 2022 é de 196.563 habitantes. O distrito tem seu aniversário comemorado em 10 de novembro (Lei municipal 11.544).
O distrito é dividido em 41 bairros e alguns conjuntos habitacionais, são eles: Tremembé, Vila Nova Mazzei; Jardim Floresta; Parque Palmas do Tremembé; Jardim Hugo; Jardim Yara; Jardim Maria Nazaré; Jardim Entre Serras; Jardim Virgínia Bianca; Jardim da Ponte; Parque Ramos de Freitas; Vila Santa Maria; Vila Vieira; Parque do Tremembé; Vila Esmeralda; Jardim Santa Marcelina; Jardim Daysy; Jardim Ibira; Jardim Ibiratiba; Vila Marieta; Vila Bibi; Vila Albertina; Jardim Denise; Vila Maria Augusta; Vila Irmãos Arnoni; Vila dos Rosas; Jardim São Manoel; Parque Petrópolis; Vila Solear: Vila Pereira; Vila Brasil; Jardim Guapira (parte); Jardim das Rosas; Vila Paulistana; Jardim Filhos da Terra; Bortolândia; Parque Casa de Pedra; Jardim Apuanã; Jardim Jaçanã; Jardim Mário Fonseca; Jardim Joamar; Vila Aurora; Vila Zilda; Conj. Fidalgo; Jardim Tremembé; Jardim M Maurício; Jardim Maria Cândida; Jardim Ataliba Leonel; Vila Fidalgo; Vila Dornas; Jardim Luísa; Vila Virgínia; Jardim Piqueri; Jardim Furnas; Jardim Francisco Mentem; Jardim Joana D’Arc; Jardim Martins Silva; Jardim Campo Limpo; Jardim Fontalis; Vila Ayrosa; Jardim Flor de Maio; Chácara São José; Jardim Corisco; Jardim das Pedras; Sítio São João; Chácara Paraíso; Chácara Santa Sofia; Chácara São Francisco; Jardim Recanto Verde; Jardim Uniserve; Jardim Valparaíso; Jardim Labitary;

## História
Nasceu do desmembramento da fazenda da família Vicente de Azevedo em chácaras e glebas médias, no final do século 19. Tudo indica que a sede da fazenda ficava na esquina da Avenida Nova Cantareira com a Rua Maria Amália Lopes Azevedo, por isso o nome Fazendinha para a região. Na década de 1910 os filhos de Pedro Vicente de Azevedo e Maria Amália Lopes de Azevedo criaram a Cia Villa Albertina de Terrenos, dando início ao loteamento em moldes urbanos.
Devido a seu relevo e vegetação de pé da serra, que lembravam paisagens europeias, foi muito procurado por portugueses, italianos, alemães e eslavos no começo do século XX. Até recentemente tinha uma expressiva população de alemães. O restaurante Recreio Holandês, da família teuto-holandesa Van Enck, funcionou por 50 anos da Fazendinha, e era uma referência da Zona Norte em toda o município.
Por um tempo, o distrito permaneceu relativamente isolado, devido ao relevo, e também porque a região norte do município foi a última a se desenvolver. Até os anos 1950, o principal acesso ao distrito se dava através da linha de trem, o Tramway da Cantareira, surgida em 1894 para auxiliar na construção dos reservatórios de água do município. A estação Tremembé era a penúltima, antes da estação Cantareira. A operação da linha de trem foi encerrada em 1964.
Dois livros contam a história detalhada do distrito do Tremembé:  São Paulo Tramway Tremembé, vol. 1 (capa verde) e vol. 2 (capa marrom), de autoria de Eduardo Britto.  O vol. 2  ainda está disponível na banca de jornal na praça dona Mariquinha Sciascia, no centro do Tremembé.

## Demografia
Evolução demográfica do distrito do Tremembé

## O distrito
| Classe A | 4 %  |
| Classe B | 32 % |
| Classe C | 53 % |
| Classe D | 9 %  |
| Classe E | 0 %  |

É provavelmente a região urbana com maior densidade de área verde no município. Junta-se à vegetação das ruas e terrenos as extensas matas do Horto Florestal e do Parque Estadual da Cantareira, que ficam em volta - parte do parque pertence ao distrito vizinho Mandaqui. Porém, o crescimento imobiliário, com a transformação de pequenos terrenos em condomínios horizontais, tem feito diminuir a cobertura vegetal. Ainda é uma região pouco verticalizada, o que a diferencia de outros distritos do município. Aguarda-se a definição sobre o atual Plano Diretor do Município, para ver em que ele afetará a característica do distrito.
O distrito do Tremembé (o 4º em tamanho entre os 96 distritos do município) inclui diversos bairros. Em áreas mais distantes, loteamentos clandestinos colocam em risco as áreas de mananciais junto à serra, devido ao desmatamento e à urbanização sem planejamento.
Tremembé tem um forte vínculo de participação comunitária entre suas entidades, das quais vale destacar o Lions e o Rotary locais, a paróquia São Pedro, o Fundação Gol de Letra e várias outras, que costumam se integrar para realizar ações.
Abriga o Instituto Florestal, onde está o Horto Florestal, criado no final do século XIX por Albert Löfgren. A partir daí também se atinge um dos núcleos do Parque da Cantareira, reserva de Mata Atlântica que pertence à Reserva da Biosfera do Cinturão Verde de São Paulo.
Também encontra-se no distrito a tradicional escola da região, EE Arnaldo Barreto, criada no ano de 1922 e com funcionamento até os dias atuais.

## Acontecimentos importantes

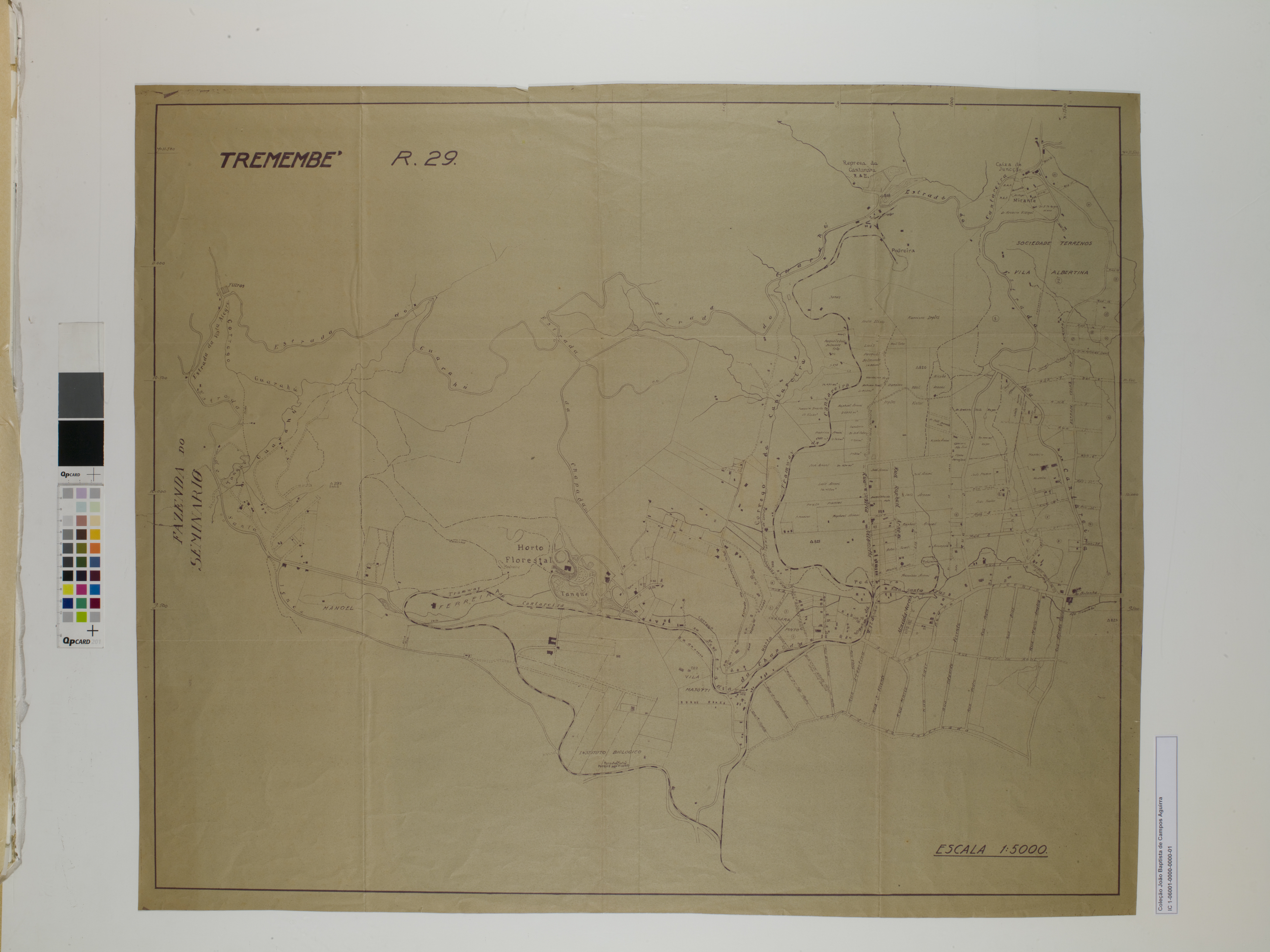
Planta de da região do distrito do Tremembé e Horto

Alguns acontecimentos importantes no distrito do Tremembé desde sua criação:
- 1890 Surgimento do Tremembé, com criação dos primeiros lotes urbanos
- 1894 Inauguração do Tramway da Cantareira
- 1896 Nasce o Horto Florestal
- 1910 Criação da primeira escola
- 1914 Primeiros alicerces da Igreja São Pedro
- 1918 Surge o Tremembé Futebol Clube
- 1922 Escola Arnaldo Barreto na Rua Mamud Rahd

Chegada da luz elétrica ao distrito
- 1925 Teatro e cinema na casa de Manoel Moraes Pontes
- 1926 Início do serviço de ônibus de Ewald Kruse
- 1926 Surge um Cartório de Paz no Tremembé
- 1926 Criada a Paróquia São Pedro Apóstolo de Tremembé
- 1927 Posse do primeiro pároco da igreja, Pe. Cícero Revoredo.
- 1930 Início do Restaurante Recreio Holandês
- 1932 Escola Arnaldo Barreto muda para a Av. Dr. Pedro Vicente
- 1937 Inauguração do Cemitério do Tremembé
- 1940 Nasce o Ginásio Santa Gema
- 1941 Fundação do Clube Atlético Tremembé - CAT
- 1945 A Cia. Sorocabana compra o Tramway da Cantareira
- 1946 Surge a Sociedade Amigos do Tremembé
- 1948 Surge o Cine Alfa
- 1949 A CMTC começa a operar seus ônibus na linha 77
- 1956 Inauguração do Cine Ipê
- 1958 Nasce as Escolas Agrupadas do Tremembé
- 1960 Surge o loteamento Palmas do Tremembé
- 1964 A Nações Unidas inicia as linhas 77 Tremembé, 161 H. Florestal e a da V. Albertina.
- 1967 Encerramento do ramal Cantareira do Tramway
- 1968 Criada a Paróquia N. Sra. Aparecida, da Vila Albertina

Nasce o Abrigo de Velhinhos Frederico Ozanam
Fundado o Lions Clube Tremembé
- 1970 Inauguração da Escola Ruy Barbosa na Vila Rosa
- 1988 Inauguração da Clínica IMUVI
- 1989 Inauguração do prédio da Escola Noé de Azevedo
- 1998 Demolição do casarão antigo da Fazendinha.
- 1996 Início de atividade do Recanto N. Sra. de Lourdes
- 1998 Publicação do Decreto Municipal da data oficial do Tremembé
- 1998 Surge o site Tremembé na Linha (em 2007 se tornou o portal ZNnaLinha)
- 1999 Nasce a Fundação Gol de Letra
- 2000 Surge a Casa de Convivência Cora Coralina

Publicado o livro "São Paulo Tramway Tremembé".
- 2003 Fundado o Rotary Club Tremembé Surge a Cooperativa Reciclação

1º Encontro de Carros Antigos do Tremembé
A Adm.Regional Jaçanã-Tremembé é transformada em Subprefeitura JT.
Inaugurada nova sede da Subprefeitura, na avenida Luis Stamatis, 300, no Jaçanã.
Inaugurado o Centro de Convivência e Cultura Cora Coralina.

## Distritos e municípios limítrofes
- Mairiporã (Norte)
- Guarulhos (Leste)
- Jaçanã (Sudeste)
- Tucuruvi (Sul)
- Mandaqui (Oeste)